# Les Premiers Jours
Pour plus de détails, voir Fiche technique et Distribution.
Les Premiers Jours est un film documentaire français réalisé par Stéphane Breton et sorti en 2023.

## Synopsis
Au nord du Chili, la vie des ramasseurs d'algues.

## Fiche technique
- Titre : Les Premiers Jours
- Réalisation : Stéphane Breton
- Scénario, photographie et son : Stéphane Breton
- Mixage : Nathalie Vidal
- Montage : Catherine Rascon et Stéphane Breton
- Musique : Jean-Christophe Desnoux
- Production : Les Films d'ici - Les Films du Plat Pays
- Pays de production :  France
- Durée : 74 minutes
- Dates de sortie : 
  - Suisse : août 2023 (Festival de Locarno)
  - France : 12 juin 2024

## Distinctions

### Récompenses
- Prix Marco Zucchi[1] au Festival international du film de Locarno 2023[2].

### Sélections
- Festival international Jean Rouch 2024